# Binongko
Binongko is een bestuurslaag in het regentschap Alor van de provincie Oost-Nusa Tenggara, Indonesië. Binongko telt 3205 inwoners (volkstelling 2010).